# Forn d'oli de ginebre Berrús II
El Forn d'oli de ginebre Berrús II és un forn d'oli de ginebre de Riba-roja d'Ebre (Ribera d'Ebre) protegida com a Bé Cultural d'Interès Local.

## Descripció
Es tracta d'una construcció en pedra feta per a destil·lar, via escalfor, l'oli de ginebre.
Aquest està ubicat a la vall de Berrús (Berrús Vell). S'hi accedeix fàcilment des de la carretera de la Pobla de Massaluca, just passat el punt kilomètric 15, i camí particular de l'interior de la finca.